# Lespouey
Lespouey là một xã thuộc tỉnh Hautes-Pyrénées trong vùng Occitanie tây nam nước Pháp. Theo điều tra dân số năm 1999 của INSEE có dân số 163 người.